# Steve Litt
Steve Litt (Keswick, 21 maggio 1954) è un ex calciatore inglese, di ruolo difensore.

## Biografia
Nativo del Regno Unito, lasciato il calcio giocato si stabilì negli Stati Uniti d'America, ove aveva trascorso buona parte della sua carriera professionistica, sposandosi con una donna del Minnesota da cui ebbe due figli.

## Carriera

### Calciatore
Cresciuto in piccoli club della Cumbria, per poi passare alle giovanili del Blackpool per poi, dopo essere stato svincolato, per interesse di Harry Haslam su consiglio di Paddy Sowden, passa a quelle del Luton Town nell'estate 1972, entrando a fare parte della prima squadra a partire dall'anno seguente. Con il Luton Town raggiunse il secondo posto nella Second Division 1973-1974, ottenendo la promozione in massima serie. Disputò quindi la stagione 1974-1975 nella massima serie inglese, retrocedendo però in cadetteria a causa del ventesimo ed ultimo posto ottenuto. Il suo impiego nel club fu limitato perché era coperto nel ruolo da John Faulkner. Durante la sua militanza nel Luton Town gli fu diagnosticata una malattia al sistema ghiandolare che lo allontanò dai campi di gioco per due anni.
Dopo un'altra stagione tra i cadetti con il club di Luton, nell'estate 1976 si trasferisce negli Stati Uniti d'America per giocare nella neonata franchigia NASL del Minnesota Kicks. Con i Kicks raggiunse la finale della North American Soccer League 1976, giocata da titolare e persa contro i canadesi del Toronto Metros-Croatia.
La stagione seguente, sempre in forza ai Kicks, raggiunse i quarti di finale nei play-off per il titolo.
Lasciati i Kicks tornò in patria per giocare in prestito nel Northampton Town, con cui ottenne il decimo posto nella Fourth Division 1977-1978. 
Chiusa l'esperienza con il club di Northampton Litt decise di tornare ai Kicks, giocandovi sino al 1981, anno in cui la franchigia chiuse i battenti. Con la squadra di Minneapolis disputò sempre campionati su buoni livelli, raggiungendo sempre i play-off per il titolo ma non andando oltre i quarti di finale, raggiunti in due occasioni.
Nella stagione 1982 passa ai S.J. Earthquakes, che dall'anno seguente assumeranno il nome di "Golden Bay Earthquakes". Con la squadra di San Jose ottenne come miglior piazzamento nella NASL il raggiungimento delle semifinali nel torneo 1983. 
Al termine del campionato 1984, tra l'altro l'ultimo della NASL, chiuse la carriera agonistica.

### Allenatore
Pur con la chiusura della NASL, restò sempre in California con gli Earthquakes, che nel frattempo avevano riassunto la denominazione originale, e lasciato il calcio giocato divenne vice di del connazionale Laurie Calloway. I californiani  si iscrissero alla neonata Western Alliance Challenge Series, aggiudicandosi la stagione d'esordio del torneo.
Nel 1986 diventa l'allenatore degli Earthquakes conclusero il campionato al sesto e penultimo posto.
Negli anni seguenti allenò a livello collegiale.